# Jilbab

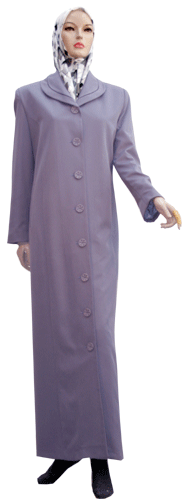
Jilbab med separat khimar (sjal).

Jilbab, jellabib eller djellaba, är ett (muslimskt) ytterplagg för kvinnor som vanligen är en lång rock med huva eller dylikt. Ordet jilbab nämns i Koranen och kan sålunda syfta allmänt på en passande klädedräkt för kvinnor utanför sitt hem. Jilbab som saluförs syftar dock företrädesvis på de ytterplagg  som bärs av kvinnor från Nordafrika, Östafrika, Sydostasien, Palestina, Jordanien och Syrien (jämför abaya och burka), men med något olika design.
I Nordafrika kallas dräkten djellaba, vilken kan bäras av båda könen, men med olika design. Kvinnors djellaba har huva som sitter tätt runt halsen och hårfästet, men kan då också kallas burnus.  I Sydostasien och Östafrika kallas dräkten jellabib eller jilbab. Jellabib och djellaba täcker kroppen från huvudet och till vaden eller fötterna. De är ofta tillverkade i bomull, men kan också tillverkas i silke eller ylle. Jilbab avser först och främst dräkten från Palestina, Jordanien och Syrien, som har knäppning fram och ända ner och utan täckning för huvudet. I stället bärs en khimar till jilbab, vilket vanligen är en mönstrad eller enfärgad, trekantig sjal som täcker huvudet. I Indonesien syftar jilbab på huvudduk.
Ordet jilbab nämns i Koranen angående hur profeten Muhammeds fruar och döttrar skulle klä sig. Det syftar därför ofta på en religiöst påbjuden klädesdräkt för muslimska kvinnor. Det kan dock också avse plagg i samma design som av kulturella skäl bärs av icke-muslimska kvinnor i muslimska länder. Dessutom kan dräkten bäras av politiska skäl, och symboliserar då islamism.